# Anthelia strumosa
Anthelia strumosa är en korallart som beskrevs av Christian Gottfried Ehrenberg 1834. Anthelia strumosa ingår i släktet Anthelia, och familjen Xeniidae. Inga underarter finns listade.